# Podlesie (powiat bełchatowski)
Podlesie – wieś w Polsce położona w województwie łódzkim, w powiecie bełchatowskim, w gminie Zelów.
| SIMC    | Nazwa | Rodzaj     |
| ------- | ----- | ---------- |
| 0557292 | Wołyń | przysiółek |

W latach 1975–1998 miejscowość należała administracyjnie do województwa piotrkowskiego.

## Komunikacja
Przez wieś przebiega droga wojewódzka nr 483 Łask – Częstochowa.